# Royal Rumble (2007)
Royal Rumble (2007) là sự kiện Royal Rumble dành cho các đô vật wrestling chuyên nghiệp pay-per-view lần thứ 20 do World Wrestling Entertainment (WWE) sản xuất. Sự kiện diễn ra vào ngày 28 tháng 1 năm 2007, tại Trung tâm AT&T ở San Antonio, Texas và với các đô vật chuyên nghiệp từ Raw, SmackDown! và ECW brands. Sự kiện này đánh dấu lần đầu tiên các đô vật từ ECW mới tham gia đấu tại Royal Rumble. Như đã thành thông lệ từ năm 1993, người chiến thắng trận Royal Rumble  được tham dự một trận đấu tại WrestleMania năm đó (trong lần này là WrestleMania 23) tùy lựa chọn tại một trong ba giải: WWE Championship, World Heavyweight Championship hoặc ECW World Championship.